# Segundo cinturón de Vigo
El Segundo cinturón de Vigo o VG-20 es una autovía urbana que rodea a la ciudad de Vigo por el sur, a través del Primer cinturón de Vigo en Comesaña. Comienza en el tramo de conexión Bouzas-Castrelos conocido como el Primer cinturón de Vigo y termina en la bifurcación de la AP-9 en Rebullón. Consta de 11,4 kilómetros de longitud, un tramo de 9,5 kilómetros pertenece de la VG-20 y otro tramo de 1,9 kilómetros comparte con la AG-57.
Su construcción comenzó hacia la prolongación de la AP-9 hasta Tuy, en el año 2001, con un coste estimado de 30.000 millones de pesetas (alrededor de 180 millones de euros). Entró completamente en servicio en noviembre de 2005, tras invertirse unos 122 millones de euros por parte del Ministerio de Fomento. Una década después, la VG-20 se encontraba con sus niveles más bajos de tráfico desde su puesta en funcionamiento. En la otra parte, un tramo que había inaugurado en el año 1999, es entre Beade y Rebullón forma parte de la AG-57 que luego reconvierte en el tramo final de la VG-20.
Las características de esta autovía urbana tiene 2 carriles por sentido, Cuenta con la rotonda inicial con la conexión al Primer cinturón de Vigo, 2 semienlaces, 2 enlaces, 2 nudos, uno con la AG-57 y otra con la AP-9 y el túnel de Valladares de 263 metros de longitud. La velocidad máxima es de 120 km/h excepto un tramo entre el túnel de Valladares y la bifurcación con la AG-57 reduce a 70 km/h por seguridad.

## Intensidad de tráfico
| Estación PO-162-2: Bouzas (VG-20 - PK 1,500) | Estación PO-162-2: Bouzas (VG-20 - PK 1,500) | Estación PO-162-2: Bouzas (VG-20 - PK 1,500) | Estación PO-162-2: Bouzas (VG-20 - PK 1,500) | Estación PO-162-2: Bouzas (VG-20 - PK 1,500) |
| Año                                          | IMD                                          | IMD                                          | IMD                                          | IMD                                          |
| Año                                          | Total                                        | Ligeros                                      | Pesados                                      | % Pesados                                    |
| -------------------------------------------- | -------------------------------------------- | -------------------------------------------- | -------------------------------------------- | -------------------------------------------- |
| 1999                                         | 5999                                         | 5494                                         | 496                                          | 8,26                                         |
| 2000                                         | 6176                                         | 5700                                         | 412                                          | 6,67                                         |
| 2001                                         | 6390                                         | 5854                                         | 500                                          | 7,82                                         |
| 2002                                         | 16882                                        | 15386                                        | 1422                                         | 8,42                                         |
| 2003                                         | 19698                                        | 17994                                        | 1606                                         | 8,15                                         |
| 2004                                         | 18439                                        | 16914                                        | 1470                                         | 7,97                                         |
| 2005                                         | 21810                                        | 20100                                        | 1610                                         | 7,38                                         |
| 2006                                         | 21361                                        | 20197                                        | 1067                                         | 4,99                                         |
| 2007                                         | 21636                                        | 20547                                        | 766                                          | 3,54                                         |
| 2008                                         | 29540                                        | 27742                                        | 1737                                         | 5,88                                         |
| 2009                                         | 29683                                        | 27894                                        | 1683                                         | 5,70                                         |
| 2010                                         | 27730                                        | 25969                                        | 1661                                         | 6,00                                         |
| 2011                                         | 15209                                        | 14112                                        | 979                                          | 6,40                                         |
| 2012                                         | 14669                                        | 13394                                        | 814                                          | 5,50                                         |
| 2013                                         | 13743                                        | 12178                                        | 777                                          | 5,70                                         |
| 2014                                         | 13737                                        | 12435                                        | 827                                          | 6,00                                         |
| 2015                                         | 14996                                        | 13401                                        | 952                                          | 6,30                                         |
| 2016                                         | 15353                                        | 14329                                        | 1024                                         | 6,70                                         |
| 2017                                         | 15270                                        | 14279                                        | 991                                          | 6,50                                         |
| 2018                                         | 15716                                        | 14443                                        | 1273                                         | 8,10                                         |
| 2019                                         | 15700                                        | 14705                                        | 995                                          | 6,30                                         |
| 2020                                         | 19127                                        | 18093                                        | 1034                                         | 5,40                                         |
| 2021                                         | 0                                            | 0                                            | 0                                            | 0                                            |

## Tramos
| Denominación | Tramo                           | Kilómetros | Año servicio |
| ------------ | ------------------------------- | ---------- | ------------ |
| VG-20        | Comesaña - AG-57 (Beade)        | 9,5        | 2005         |
| VG-20        | AG-57 (Beade) - AP-9 (Rebullón) | 1,9        | 1999         |

## Trazado
| Velocidad | Esquema | Salida | Sentido Rebullón (AP-9)                                                                               | Carriles | Sentido Comesaña | Carretera | Notas |
| --------- | ------- | ------ | --- | -------- | --- | --------- | ----- |
|           |         |        | Comienzo de la Autovía de Segundo Cinturón de Vigo VG-20 Procede de: Primer cinturón de Vigo Comesaña |          | Fin de la Autovía de Segundo Cinturón de Vigo VG-20 Incorporación final: Primer cinturón de Vigo Comesaña Dirección final: estaciones av. Europa T. Bouzas zona franca Bouzas A Bouza av. Alcalde Portanet zona franca Balaídos PO-552 Bayona |           |       |
|           |         | 2      | pol. ind. Caramuxo calle Ricardo Mella                                                                |          | |           |       |
|           |         | 2N     | Navia Xuncal                                                                                          |          | |           |       |
|           |         |        | viaducto del río Lagares 275 m                                                                        |          | viaducto del río Lagares 275 m |           |       |
|           |         | 4      | |          | pol. ind. Caramuxo calle Ricardo Mella PO-325 Bayona | PO-325    |       |
|           |         |        | viaducto de Viña da Veiga 340 m                                                                       |          | viaducto de Viña da Veiga 340 m |           |       |
|           |         | 5      | Matamá Zona Franca                                                                                    |          | Matamá Zona Franca |           |       |
|           |         |        | Túnel de Valladares 263 metros                                                                        |          | Túnel de Valladares 263 metros |           |       |
|           |         | 8      | vial de la Universidad Álvaro Cunqueiro Valladares                                                    |          | vial de la Universidad Álvaro Cunqueiro Valladares |           |       |
|           |         |        | viaducto de Venda Brava 77 m                                                                          |          | viaducto de Venda Brava 77 m |           |       |
|           |         |        | viaducto de Porto 340 m                                                                               |          | viaducto de Porto 340 m |           |       |
|           |         | 10     | AG-57 Bayona                                                                                          |          | | AG-57     |       |
|           |         |        | Túnel de Valladares 3 140 metros                                                                      |          | |           |       |
|           |         | 11     | |          | AG-57 Nigrán Bayona | AG-57     |       |
|           |         |        | puente de río Eifonso 240 m                                                                           |          | puente de río Eifonso 240 m |           |       |
|           |         | 13     | E-1 AP-9 A-55 Porriño Tuy - Portugal A-52 Orense                                                      |          | |           |       |
|           |         |        | E-1 AP-9 A-55 Pontevedra Vigo - Porriño A-52 Orense                                                   |          | Inicio de la Autovía VG-20 |           |       |